# 13176 Kobedaitenken
13176 Kobedaitenken eller 1996 HE1 är en asteroid i huvudbältet som upptäcktes den 21 april 1996 av de båda astronomerna, japanen Hiroshi Abe och den skotts-australiensiske Robert H. McNaught i Yatsuka. Den är uppkallad efter den japanska astronomi klubben  Kobe-Daigaku Tenmon Kenkyu-kai.
Asteroiden har en diameter på ungefär 20 kilometer och den tillhör asteroidgruppen Zhvanetskij.